# Human-Etisk Forbund

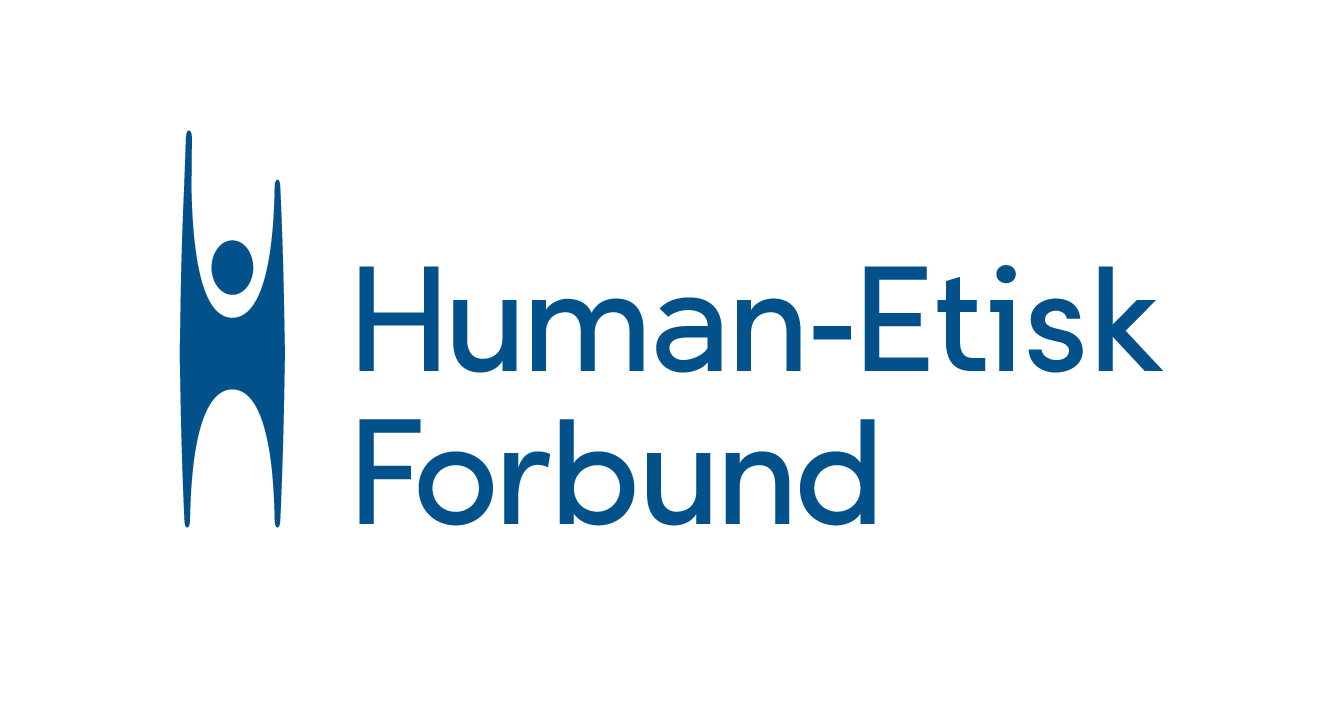
Logo HEF.

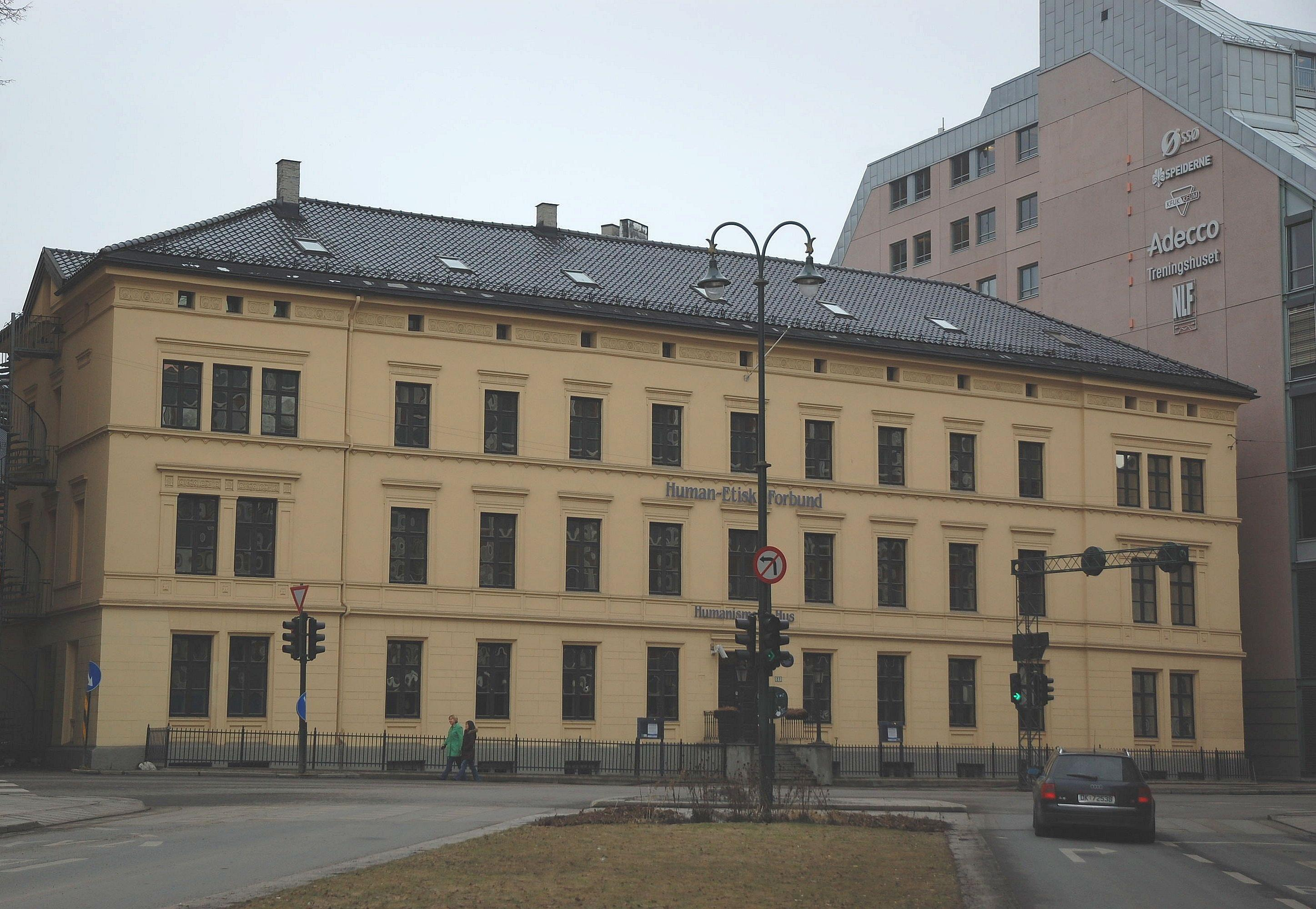
Humanismens Hus i Oslo, Human-Etisk Forbunds huvudkontor.

Human-Etisk Forbund (HEF) är ett norskt livsåskådningssällskap grundat av Kristian Horn 1956, för att organisera anhängarna av den livssyn han kallade för humanetik. Förbundet har 83 000 medlemmar (2015) och är därmed den tredje största tros- eller livssynsorganisationen i Norge utanför den norska statskyrkan, efter katolicismen och islam. Förbundet ger ut medlemsbladet Fri tanke både på papper och på nätet. 

## Priser och utmärkelser
Human-Etisk Forbund deler ut Humanistprisen.